# ロベール・ブラジヤック

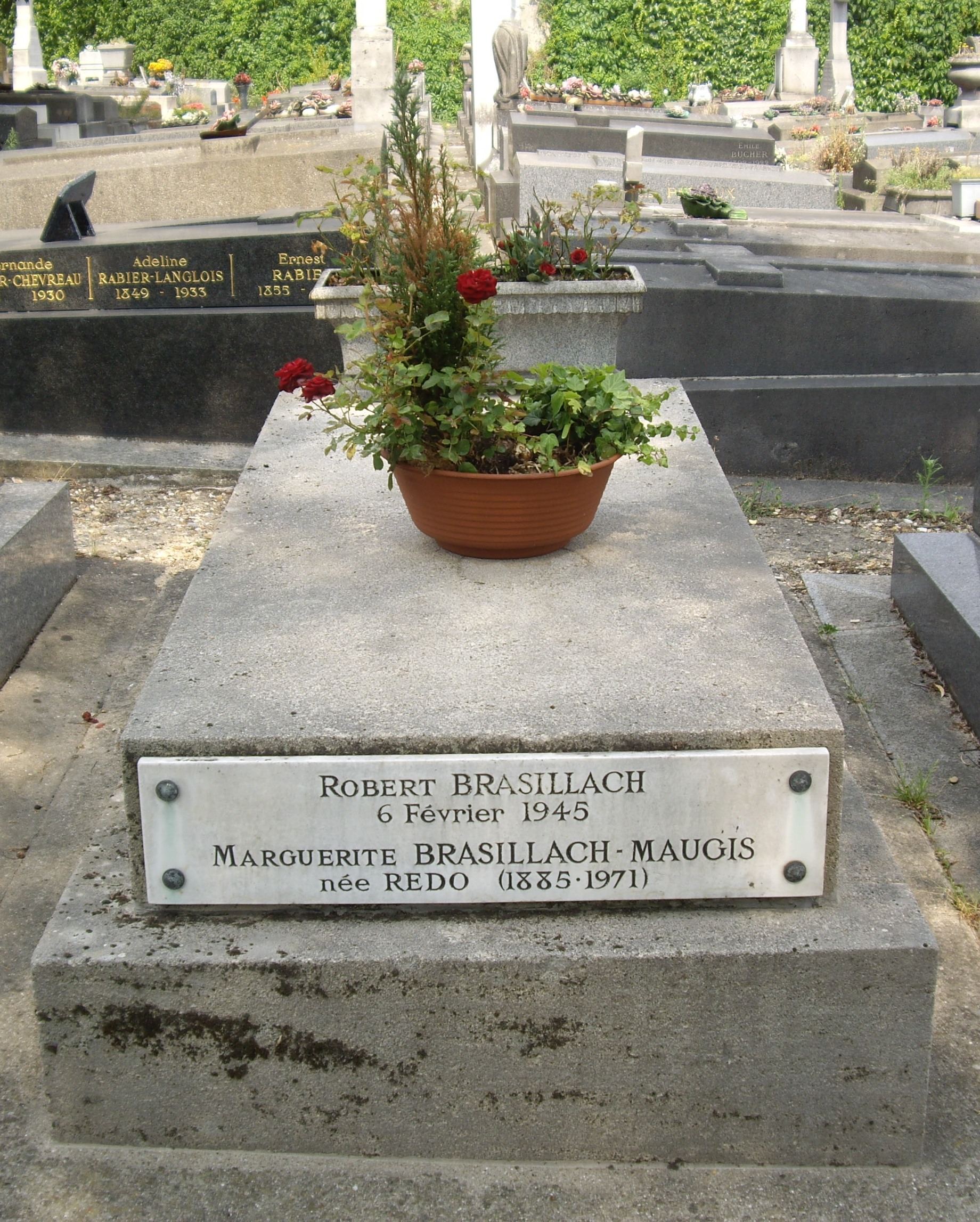
シャロンヌ墓地のブラジヤックの墓（2000年撮影)

ロベール・ブラジヤック（Robert Brasillach, 1909年3月31日 - 1945年2月6日）は、フランスの著作家・ジャーナリスト。ピエール・ドリュ＝ラ＝ロシェルやジャン・リュシェール、アベル・ボナール、リュシアン・ルバテらと共に、フランス占領期の対独協力派として評される。

## 生涯
ペルピニャン出身。高等師範学校を経て、1930年に『フランス学生』の記者となり1931年から1939年までアクション・フランセーズ紙にて文学欄を担当するとともに右翼、反ユダヤ、親ナチスの『ジュ・シュイ・パルトゥ』紙の編集長をしていたが、フランスがドイツに宣戦布告すると召集されマジノ線に配置された。フランス降伏後、ロレーヌ地方の森をさまよっていたところをドイツ軍に捕まり10ヶ月、捕虜収容所ですごした。釈放後、ヴィシー政権に協力しドイツを支持する論説を多数発表した。戦況が悪化してもフランスに留まりパリ解放後は、レジスタンスの追及を逃れて潜伏したが、母親が身代わりとして逮捕されたため自首。裁判では死刑を宣告された。
フランソワ・モーリアック（彼は1930年代にジュ・シュイ・パルトゥ紙上でブラジヤックから悪質な攻撃を受けていたが、対独協力派への粛清は国民の分裂を深めるだけだと考えていた）ら文化人によるド・ゴールへの助命嘆願も功を奏せず、ブラジヤックは死刑判決を受けフレンヌ刑務所に収監された。そして1945年2月6日にモンルージュで銃殺刑に処された。パリ20区のシャロンヌ墓地に埋葬されている。

## 人物
ブラジヤックは1922年からその死まで映画に魅了され、映画批評も行った。とりわけ、現在ではクラシックと呼ばれるような映画（チャップリン、ゲオルク・ヴィルヘルム・パープスト、ルネ・クレール、ジャン・ルノワールなど）や当時のハリウッド映画（ジョン・フォード、フランク・ボーゼイギ、キング・ヴィダーなど）を好んだ。彼はまた日本映画（小津安二郎、溝口健二、五所平之助など）についてフランスで最初に言及した批評家の一人であった。

## 邦訳作品
- 『七彩　1945：もうひとつのフランス 3』 池部雅英訳、国書刊行会
- 『我らの戦前／フレーヌ監獄の手記　1945：もうひとつのフランス 4』 高井道夫訳、国書刊行会
- 『パリの小鳥売り』高井道夫訳、春風社